# 韋氏馴麗魚
韋氏馴麗魚，為輻鰭魚綱鱸形目隆頭魚亞目慈鯛科的其中一種，分布於中美洲宏都拉斯Papaloteca河流域，體長可達8公分，棲息在河川中底層水域，生活習性不明。

## 擴展閱讀
維基物種上的相關：韋氏馴麗魚